# Chris Whitley
Christopher Becker Whitley (Houston, Texas, 31 de agosto de 1960 - Houston, Texas, 20 de noviembre de 2005) fue un músico de blues y rock, vocalista, compositor y guitarrista.
Aclamado por la crítica, Whitley sólo consiguió un moderado éxito comercial, si bien contó con seguidores incondicionales. El estilo de su música, que al principio de su carrera discográfica se asoció con el blues, tiene, en realidad, rasgos de otros muchos géneros, como el folk, el rock contemporáneo y la electrónica, debido a la mezcla de influencias que recibió a lo largo de su juventud.

## Juventud
Whitley creció en el seno de una familia de artistas. Su padre era director de arte en campañas publicitarias, y su madre era escultora y pintora. La familia vivió en una serie de localizaciones del Suroeste estadounidense hasta el divorcio de los padres, acaecido cuando Chris tenía 11 años. Tras la separación, se mudó con su madre a Vermont, donde aprendió a tocar la guitarra de forma autodidacta.
A los 17 años, tras abandonar los estudios, se traslada a Nueva York, donde desempeña sucesivos trabajos, que compagina con su actividad musical, primero en las calles y después en bares y clubes de la ciudad. En 1981 un admirador suyo, Dirk Vandewiele, agente de viajes, le ofrece un billete a Bélgica para que haga algunas actuaciones allí, y Whitley se establece en Gante, donde permanece durante varios años. Forma una banda propia, A Noh Rodeo, con la que publica tres trabajos y alcanza cierta notoriedad a nivel nacional; también toca la guitarra ocasionalmente para otros grupos de Bélgica. En 1987 contrae matrimonio con Hélène Gevaert, integrante de A Noh Rodeo, y juntos tienen una hija, Trixie. La banda se disuelve y Whitley regresa a Nueva York con su familia al año siguiente. 

## Éxito comercial
Whitley encontró trabajo en una fábrica de marcos para cuadros mientras seguía componiendo canciones y tocando, hasta que en 1990 conoció a Daniel Lanois, músico y productor de Peter Gabriel y U2, entre otros, quien le consiguió un contrato con Columbia Records y le llevó a grabar a su estudio de Nueva Orleans. Al año siguiente, Whitley publica su primer álbum en solitario, «Living with the law», que es bien acogido por la crítica y resulta relativamente exitoso en ventas; dos sencillos entran en la lista Billboard de Mainstream rock: «Big sky country» (36) y la canción que da título al disco, que llega al puesto 28.
Whitley presenta el disco con una gira por América, Australia y Europa, con una fecha en Madrid, a la postre su única actuación en España. Colabora en varias canciones para dos discos de Cassandra Wilson mientras recopila temas para su segundo trabajo, publicado en 1995 y precedido por su divorcio. El nuevo álbum, «Din of ecstasy», sorprende a crítica y público por su fuerza e intensidad, con mayor protagonismo de la guitarra eléctrica y una producción menos elaborada, si bien muchos seguidores de su anterior trabajo no se sienten atraídos por el cambio. Sony no promociona el disco, que cosecha unas ventas limitadas. Después del fracaso comercial de un tercer álbum de Whitley, «Terra Incognita», publicado en 1997, la discográfica rompe su contrato y el músico firma con la compañía independiente Messenger.
En esta nueva etapa, Whitley evoluciona su estilo, que en ocasiones se acerca a nuevos géneros (trip-hop, techno, folk) sin perder su sonido característico. Son habituales los proyectos que lleva a cabo junto a otros artistas; tal es el caso de Jeff Lang, guitarrista australiano amigo de Whitley con quien grabó su último álbum, «Dislocation blues». También son destacables sus colaboraciones en directo junto a DJ Logic, en las que ambos fusionaban la música electrónica con la habilidad de Whitley en la guitarra.
A lo largo de toda su carrera, que incluye un total de 14 álbumes, Whitley realizó numerosas giras, no solo por Estados Unidos sino también en otros países donde gozaba de cierta popularidad, como Australia, Alemania, Noruega y Bélgica, donde comenzó su carrera como músico. Pese a su intensa y aplaudida actividad en los escenarios, el material audiovisual que ha trascendido de sus actuaciones es escaso. Recientemente, Sony BMG publicó en YouTube los videoclips que Whitley realizó durante su etapa en Columbia Records.

## Muerte
Chris Whitley, fumador compulsivo, murió en su domicilio en Texas el 20 de noviembre de 2005 a consecuencia de un cáncer de pulmón; su estado de salud le había obligado a cancelar los conciertos que tenía programados desde mediados de ese año. Su hija Trixie y su hermano Daniel, que le acompañaron en sus últimos momentos, comunicaron públicamente su fallecimiento, que, pese al escaso reconocimiento de la obra del músico, tuvo repercusión en la prensa internacional.

## Discografía
- Living with the Law (1991)
- Din of Ecstasy (1995)
- Terra Incognita (1997)
- Dirt Floor (1998)
- Live at Martyrs' (En directo)(1999)
- Perfect Day (2000)
- Rocket House (2001)
- Long Way Around: Anthology (Recopilatorio)(2002)
- Pigs Will Fly (B.S.O.)(2003)
- Hotel Vast Horizon (2003)
- Weed (Versiones alternativas de sus propios temas)(2004)
- War Crime Blues (2004)
- Soft Dangerous Shores (2005)
- Reiter In junto a The Bastard Club (2006)
- Dislocation Blues junto a Jeff Lang (2006)
- On Air (En directo)(2008)